# Pascale Plusquin
Pascale Plusquin (Maastricht, 1974) is een  Nederlands politica afgesplitst van de Partij voor de Dieren (PvdD). Van 2015 tot 2024 was zij lid van de Provinciale Staten van Limburg. Van 2018 tot januari 2022 was zij tevens lid van de gemeenteraad van Heerlen. Zij is in 2025 bezig met het oprichten van een nieuwe pacifistische dierenbeweging.

## Politieke werkzaamheden
Bij de Provinciale Statenverkiezingen 2015 stond Plusquin op plek twee. Ze kwam eind 2015 in de provinciale staten als opvolger van Statenlid Frank Wassenberg die Kamerlid Esther Ouwehand ging vervangen en werd op 11 december beëdigd. Op initiatief van Plusquin werd in 2017 Limburg een regenboogprovincie. Daarnaast zette zij zich in 2018 en 2019 in om de uitbreiding van geitenhouderijen in Noord-Limburg (Nederland) tegen te gaan.
Bij de gemeenteraadsverkiezingen van 2018 was zij lijsttrekker namens de PvdD in de gemeente Heerlen. De partij behaalde twee zetels. In 2019 was Plusquin ook bij de Provinciale Statenverkiezingen 2019 lijsttrekker, en ook daar behaalde de partij twee zetels. Toentertijd combineerde zij haar werk als gemeenteraadslid en provinciale statenlid.
Bij de Europese Parlementsverkiezingen 2019 stond Plusquin op plek 9 namens de Partij voor de Dieren. Bij de Tweede Kamerverkiezingen van 2021 stond Plusquin op plek 8 van de PvdD-kandidatenlijst.
In oktober 2021 werd bekend dat Plusquin stopt als gemeenteraadslid na de gemeenteraadsverkiezingen van 2022. In februari 2024 vertrok zij ook uit Provinciale Staten. Ze ging in april aan de slag als directeur bij Natuur- en milieufederatie Limburg. In maart 2025 werd ze uit haar functie ontheven.

## In de media
- In februari 2021 haalde Plusquin het landelijke nieuws toen de provincie Limburg een dassenfamilie verplaatste.[14] Plusquin deed over deze hele gang van zaken aangifte tegen de provincie Limburg, omdat de wet- en regelgeving niet was nageleefd.[15] Later startte ze een Artikel 12 Sv-procedure bij het Gerechtshof 's-Hertogenbosch.

- In juli 2021 kwam Plusquin in het nieuws toen ze probeerde om een kudde koeien die door de overstromingen in Limburg in de problemen was geraakt, te redden van de verdrinkingsdood.[16]

- In september 2021 kwam Plusquin landelijk in het nieuws nadat zij samen een collega van Forum voor Democratie gedurende de coronacrisis weigerde een coronatoegangsbewijs te tonen bij een vergadering van de vertrouwenscommissie van de Provinciale Staten in een horecagelegenheid. Hierdoor liep de benoeming van een nieuwe Gouverneur voor Limburg vertraging op.[17]

- In juli 2023 stapte Statenlid Peter Loomans wegens een conlict met Plusquin uit de fractie van Partij voor de Dieren en ging verder als onafhankelijk Statenlid.[18][19]

- Parlement.com: vlfod1hrc8xm